# Évry-Viry Centre Essonne Hockey Club
L'Évry-Viry Centre Essonne Hockey Club, surnommé Jets d'Évry-Viry, est un club français de hockey sur glace situé en Essonne, dans la région de l'Île-de-France.
Fondé en 2015, à la suite de la fusion des Peaux-Rouges d'Évry et des Jets de Viry-Châtillon, le club évolue au troisième niveau national, en division 2. L'équipe est entrainé par Francis Larivée.

## Historique
L'équipe est créée à la suite de la fusion des Peaux-Rouges d'Évry et du Viry Hockey 91 en 2015,.
L’équipe senior s’engage alors dans le championnat de division 2 pour la saison 2015-2016. À l’issue de sa première saison régulière, l'équipe se classe cinquième de la poule A et se qualifie pour les séries éliminatoires avant de s'incliner en quart de finale contre les Jokers de Cergy-Pontoise.
Lors de la saison 2018-2019, le club termine premier de son groupe lors de la saison régulière avant d’être éliminé dès les huitièmes de finale par les Renards de Roanne.

## Effectif actuel
| No    | Nom                   | Nat. | Position       | Arrivée                            |
| ----- | --------------------- | ---- | -------------- | ---------------------------------- |
| +022, | Théo Florchinger      |      | Gardien de but | Formé au club                      |
| +035, | Gaëtan Melin          |      | Gardien de but | 2019 - Comètes de Meudon           |
|       | Trystan Tricoche      |      | Gardien de but | Prêt - Jokers de Cergy-Pontoise    |
| +002, | Edwin Gamiette        |      | Défenseur      | 2015 - Élans de Champigny U18      |
| +004, | Yann Pflieger         |      | Défenseur      | 2020 - Titans de Colmar            |
| +005, | Micke Niemelä         |      | Défenseur      | 2019 - Hokki Kajaani               |
| +011, | Romain Bonnefoy       |      | Défenseur      | Formé au club                      |
| +015, | Thomas Gautron        |      | Défenseur      | Formé au club                      |
| +016, | Guillaume Jeannette   |      | Défenseur      | Formé au club                      |
| +024, | Dorian Rodrigues      |      | Défenseur      | Formé au club                      |
|       | Eliott Bourgoin       |      | Défenseur      | Prêt - Jokers de Cergy-Pontoise    |
|       | Philémon Rouault      |      | Défenseur      | Prêt - Jokers de Cergy-Pontoise    |
|       | Evan Terruella        |      | Défenseur      | 2021 - Caribous de Seine-et-Marne  |
| +003, | Bailey Morissette     |      | Ailier         | 2022 - Trollhättans HC             |
| +007, | William Sentieys      |      | Attaquant      | 2015 - Élans de Champigny U18      |
| +008, | Ugo Retif-Monneau     |      | Attaquant      | Formé au club                      |
| +009, | Benjamin Tellier – A  |      | Attaquant      | Formé au club                      |
| +010, | Alexis Gautron        |      | Attaquant      | 2018 - sans club                   |
| +012, | Kévin Ledoux – A      |      | Attaquant      | 2015 - Français volants de Paris   |
| +013, | Youen Thos            |      | Attaquant      | Formé au club                      |
| +014, | Clément Lallemand     |      | Attaquant      | 2021 - Bisons de Neuilly-sur-Marne |
| +015, | Vincent Bonnefoy      |      | Attaquant      | Formé au club                      |
| +017, | Cody Williams         |      | Attaquant      | 2021 - HC Giants                   |
| +018, | Florent Kaufmann      |      | Attaquant      | 2016 - Élans de Champigny U18      |
| +019, | Marius Decourtye      |      | Attaquant      | Formé au club                      |
| +020, | Geoffrey Berardet – C |      | Attaquant      | Formé au club                      |
| +024, | Damien Bourguignon    |      | Ailier         | 2019 - Corsaires de Dunkerque      |
| +087, | Jérémy Pigeot         |      | Attaquant      | 2019 - Comètes de Meudon           |
|       | Nory Moktari          |      | Attaquant      | 2018 - Bisons de Neuilly-sur-Marne |
|       | Paul Schmitt          |      | Attaquant      | Prêt - Jokers de Cergy-Pontoise    |
|       | Idris Blanchet        |      | Attaquant      | Prêt - Jokers de Cergy-Pontoise    |
|       | Tomas Pardo           |      | Attaquant      | Prêt - Jokers de Cergy-Pontoise    |
|       | Kevin Loto            |      | Attaquant      | Prêt - Jokers de Cergy-Pontoise    |

## Les patinoires des Jets

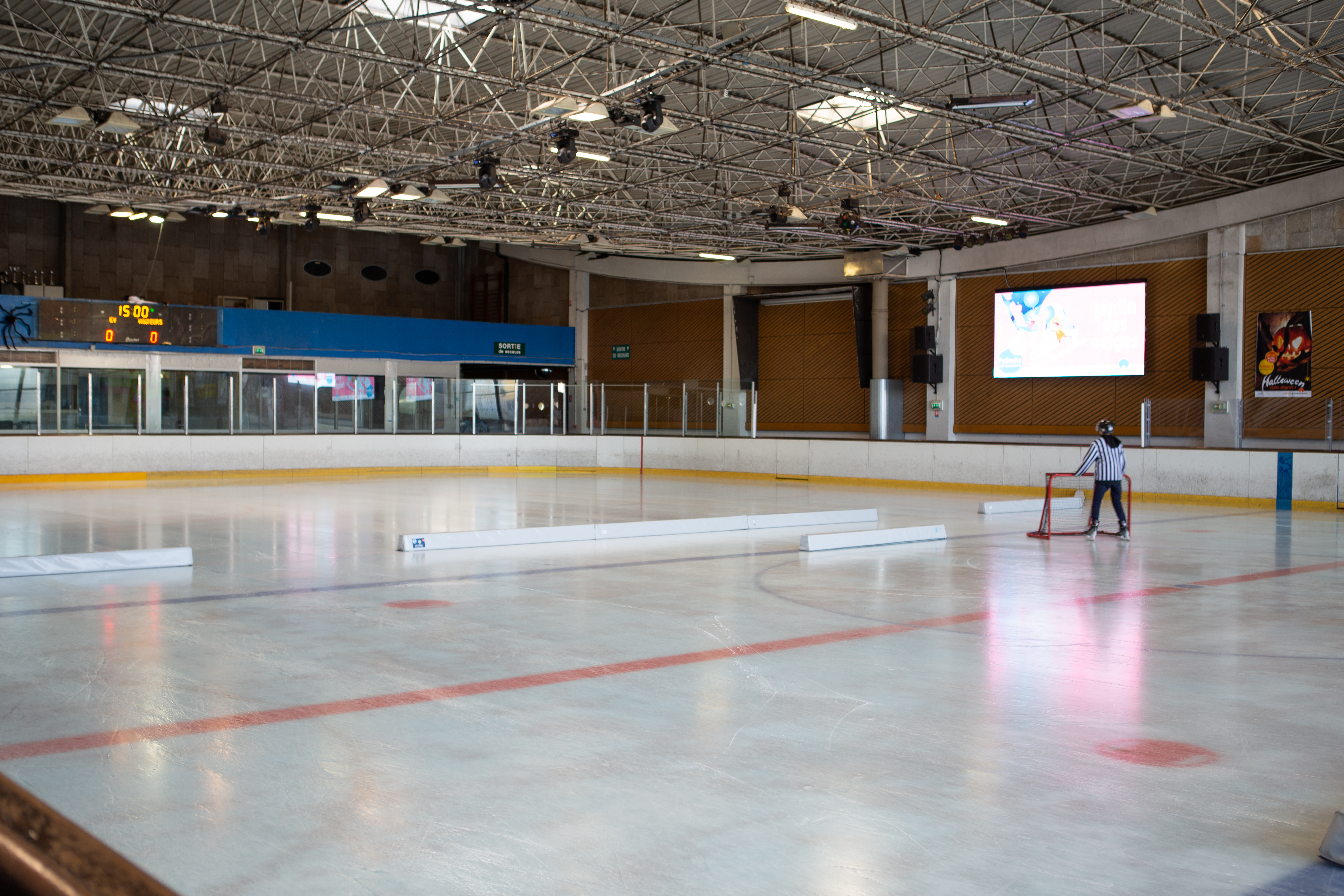
Intérieur de la patinoire François-Le-Comte.

Depuis leur première saison, l'équipe des Jets utilise deux patinoires pour jouer leurs matchs à domicile en alternent régulièrement les matchs entre les deux patinoires :
La patinoire François-Le-Comte, située à Évry-Courcouronnes dans le complexe de l'Agora, a été construite en 1975. D'une capacité de 250 places, elle a été utilisée par l'équipe des Peaux Rouges jusqu’à leurs fusion avec les Jets de Viry-Châtillon en 2015 ;
La patinoire des Lacs de L’Essonne, d'une capacité de 900 places, située elle a Viry-Châtillon, a été construite en 1971 et entièrement rénovée en 2007 à la suite d'un incendie lors de la saison 2004-2005 qui a contraint l'équipe des Jets de Viry-Châtillon à jouer tous leurs matchs à l'extérieur et leurs entraînements un peu partout en Île-de-France.

## Identité de l'équipe

### Les couleurs de l'équipe
Les couleurs actuelles des Jets d'Evry-Viry sont le jaune et le bleu, jaune pour les couleurs historiques des Jets de Viry-Châtillon et la couleur bleue pour ceux des Peaux-Rouges d'Évry.

### Les logos du club
Le logo principal est composé de deux lettres, E pour Évry et V pour Viry-Châtillon

Logo des Peaux Rouges
Logo des Jets
Logo principal